# تیم ملی والیبال مردان پرتغال
تیم ملی والیبال مردان پرتغال یک تیم والیبال متشکل از مردان والیبالیست کشور پرتغال است که به نمایندگی از این کشور در میادین بین‌المللی حاضر می‌شود. رده‌بندی جهانی اف‌آی‌وی‌بی این تیم در ۲۲ ژوئیه سال ۲۰۱۳، ۳۸ بوده است.

## بازی‌های المپیک
- ۱۹۶۴ - ۲۰۱۲ - حضور نداشت.